# Moraes Moreira
Antônio Carlos Moreira Pires, meglio noto come Moraes Moreira (Ituaçu, 8 luglio 1947 – Rio de Janeiro, 13 aprile 2020), è stato un cantante, musicista e compositore brasiliano.

## Discografia
- (1975) Moraes Moreira (Som Livre)
- (1976) Cara e Coração (Som Livre)
- (1978) Alto Falante (Som Livre)
- (1979) Lá vem o Brasil Descendo a Ladeira (Som Livre)
- (1980) Bazar Brasileiro (Ariola)
- (1981) Moraes Moreira (Ariola)
- (1983) Coisa Acesa (Ariola)
- (1983) Pintando o Oito (Ariola)
- (1984) Mancha de Dendê Não Sai (Ariola)
- (1985) Tocando a Vida (CBS)
- (1986) Mestiço é Isso (CBS)
- (1988) República da Música (CBS)
- (1988) Baiano Fala Cantando (CBS)
- (1990) Moraes e Pepeu (Warner)
- (1994) Moraes e Pepeu - Ao vivo no Japão (Warner)
- (1991) Cidadão (Sony)
- (1993) Terreiro do Mundo (Polygram)
- (1993) Tem um Pé no Pelô (Som Livre)
- (1994) O Brasil tem Conserto (Polygram)
- (1995) Moraes Moreira Acústico MTV (EMI-Odeon)
- (1996) Estados (Virgin)
- (1997) 50 Carnavais (Virgin)
- (1999) 500 Sambas (Abril Music)
- (2000) Bahião com H (Atração Fonográfica)
- (2003) Meu Nome é Brasil (Universal)
- (2005) De Repente (Rob Digital)
- (2009) A História dos Novos Baianos e Outros Versos (Biscoito Fino)